# FitzHarris Castle

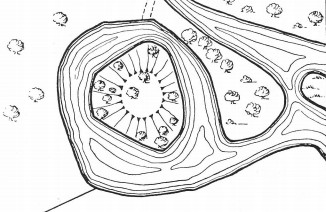
Grundriss von FitzHarris Castle

FitzHarris Castle ist eine abgegangene Burg bei Abingdon in der englischen Grafschaft Berkshire (heute Oxfordshire).

## Geschichte
FitzHarris Castle wurde zwischen 1071 und 1084, also kurz nach der normannischen Eroberung Englands, vermutlich auf Geheiß eines normannischen Ritters namens Owen, errichtet. Der Mound der Motte hat eine Grundfläche von 23,74 × 9,7 Metern und war durch einen Wasserlauf geschützt, der um den Mound herum floss und so einen Burggraben bildete. In der Folgezeit wurde die Burg durch ein Herrenhaus ergänzt, das FitzHarry's genannt wurde, ein Donjon blieb bis 1247 auf dem Mound stehen, vermutlich zu Verteidigungszwecken.
Die Burgruine gehört heute der örtlichen Verwaltung, aber English Heritage hat sie aufgrund der hohen Besucherzahlen ins Heritage-at-Risk-Register eingeordnet. Sie gilt als Scheduled Monument.